# Бронепалубни крайцери тип „Мърси“
Мърси (на английски: Mersey) са серия бронепалубни крайцери от 2-ри ранг, на Британския Кралски флот построени през 1880-те години на 19 век. Серията е развитие на крайцерите от типа „Леандър“. Също така са и първите британски кораби от нов тип – без ветрилно въоръжение и с бронирана палуба по цялата дължина на корпуса.
Всичко от проекта са построени 4 единици, като всички кораби на проекта носят имена на реки от Обединеното кралство: „Мърси“ (на английски: HMS Mersey), „Северн“ (на английски: HMS Severn), „Форт“ (на английски: HMS Forth) и „Темза“ (на английски: HMS Thames). Последващо развитие на проекта „Ривър“ са по-евините крайцери от типа „Маратон“, известни и като тип „М“.

## Проектиране
Проектът продължава линията на британските крайцери от 2-ри ранг, започната от типа „Айрис“. Основните разлики, спрямо прототипа са: бронирана палуба покриваща целия корпус, липса на ветрилно въоръжение и бронираната бойна рубка. Непосредствената разработка се води на база проекта „Леандър“.

## Конструкция

### Силова установка
Запасът от въглища е 900 тона. За увеличаването на максималната скорост при тях за първи път се използва изкуствено обдухване. След това в британския флот се появяват две скоростни характеристики: при нормално натоварване и при форсиране на машините, когато всички излишни отвори в огнищата се затварят, и в тях се създава изкуствено свръхналягане, което се създава от обдухващ вентилатор, който увеличава тягата в котлите. Изкуствено изтегляне на дима не се използва.

## История на службата
|            | Заложен            | Спуснат на вода      | Влиза в строй      | История на службата                  |
| ---------- | ------------------ | -------------------- | ------------------ | ------------------------------------ |
| HMS Mersey | 9 юли 1883 г.      | 31 март 1885 г.      | в строй от 1887 г. | Предаден за скрап на 4 април 1905 г. |
| HMS Severn | 1 януари 1884 г.   | 29 септември 1885 г. | в строй от 1888 г. |                                      |
| HMS Thames | 14 април 1884 г.   | 3 декември 1885 г.   | в строй от 1888 г. |                                      |
| HMS Forth  | 1 декември 1884 г. | 23 октомври 1886 г.  | в строй от 1889 г. |                                      |

## Оценка на проекта
Според критериите на 1880-те години, крайцерите от типа „Мърси“ се оценяват достатъчно високо. Скоростта им съответства на тогавашните стандарти, силовата им установка е надеждна, самите кораби са добре управляеми и мореходни. Независимо от скромните си размери те се смятят за добри артилерийски платформи. Крайцерите силно повлияват на военното корабостроене. Всичките последващи проекти бронепалубни крайцери (и не само в Британия), по отношение на вътрешната компоновка и защитата, с малко се отличават от „Мърси“.